# Girolamo Mattei
Girolamo Mattei (ur. w 1546 albo 8 lutego 1547 w Rzymie, zm. 8 grudnia 1603 tamże) – włoski kardynał.

## Życiorys
Urodził się w roku 1546 albo 8 lutego 1547 roku w Rzymie, jako syn Alessandra Matteia i Emilii Mazzatosty. Studiował na Uniwersytecie Bolońskim, gdzie uzyskał doktorat utroque iure. Po studiach został referendarzem Najwyższego Trybunału Sygnatury Apostolskiej, klerykiem Kamery Apostolskiej i gubernatorem Civitavecchii. 16 listopada 1586 roku został kreowany kardynałem diakonem i otrzymał diakonię Sant’Adriano al Foro. Został mianowany legatem w Awinionie (jednak odmówił przyjęcia tej funkcji), a od połowy 1590 roku był także pełniącym obowiązki prefekta Kongregacji Soborowej, podczas choroby Antonia Carafy. Po jego śmierci, w styczniu 1591 roku, Mattei został pełnoprawnym prefektem i pełnił tę rolę dożywotnio. 16 lutego 1592 roku został podniesiony do rangi kardynała prezbitera i otrzymał kościół tytularny S. Pancrazio. Zmarł 8 grudnia 1603 roku w Rzymie.